# Temporada 1969-70 de los Seattle SuperSonics
La temporada 1969-70 fue la tercera de los Seattle SuperSonics en la NBA. La temporada regular acabó con 36 victorias y 46 derrotas, ocupando el quinto puesto de la división Oeste, no logrando clasificarse para los playoffs.

## Elecciones en elDraft
| Ronda | Puesto | Jugador      | Posición | Nacionalidad   | Universidad |
| ----- | ------ | ------------ | -------- | -------------- | ----------- |
| 1     | 3      | Lucius Allen | Base     | Estados Unidos | UCLA        |
| 3     | 32     | Lee Winfield | Base     | Estados Unidos | North Texas |

## Temporada regular
| x-Atlanta Hawks        | 48 | 34 | .585 | –  |
| x-Los Angeles Lakers   | 46 | 36 | .561 | 2  |
| x-Chicago Bulls        | 39 | 43 | .476 | 9  |
| x-Phoenix Suns         | 39 | 43 | .476 | 9  |
| Seattle SuperSonics    | 36 | 46 | .439 | 12 |
| San Francisco Warriors | 30 | 52 | .366 | 18 |
| San Diego Rockets      | 27 | 55 | .329 | 21 |

## Estadísticas
| Rk | Jugador       | Edad | P  | PT | MP   | TC  | TCI  | %TC  | TL  | TLI | %TL   | RB   | AS  | FP  | PTS  |
| -- | ------------- | ---- | -- | -- | ---- | --- | ---- | ---- | --- | --- | ----- | ---- | --- | --- | ---- |
| 1  | Lenny Wilkens | 32   | 75 |    | 37.4 | 6.0 | 14.2 | .420 | 5.8 | 7.4 | .788  | 5.0  | 9.1 | 2.8 | 17.8 |
| 2  | Bob Rule      | 25   | 80 |    | 37.0 | 9.9 | 21.3 | .463 | 4.8 | 6.8 | .714  | 10.3 | 1.8 | 3.5 | 24.6 |
| 3  | Art Harris    | 23   | 5  |    | 35.6 | 5.6 | 14.6 | .384 | 0.8 | 1.8 | .444  | 3.8  | 4.0 | 2.2 | 12.0 |
| 4  | Bob Boozer    | 32   | 82 |    | 31.1 | 6.0 | 12.3 | .491 | 3.2 | 3.9 | .822  | 8.7  | 1.3 | 2.9 | 15.2 |
| 5  | Dick Snyder   | 25   | 76 |    | 30.1 | 5.7 | 10.8 | .531 | 2.1 | 2.6 | .810  | 4.1  | 4.4 | 3.4 | 13.6 |
| 6  | Tom Meschery  | 31   | 80 |    | 28.7 | 4.9 | 10.2 | .482 | 2.5 | 3.1 | .790  | 8.3  | 2.0 | 4.0 | 12.3 |
| 7  | John Tresvant | 30   | 49 |    | 26.1 | 4.4 | 10.3 | .428 | 3.7 | 5.1 | .735  | 7.4  | 1.9 | 3.3 | 12.6 |
| 8  | Lucius Allen  | 22   | 81 |    | 22.4 | 3.8 | 8.5  | .442 | 2.2 | 3.1 | .731  | 2.6  | 4.2 | 2.5 | 9.8  |
| 9  | Barry Clemens | 26   | 78 |    | 19.1 | 3.5 | 7.6  | .454 | 1.4 | 1.8 | .793  | 4.1  | 1.5 | 2.4 | 8.3  |
| 10 | Erwin Mueller | 25   | 4  |    | 17.3 | 3.3 | 8.0  | .406 | 1.0 | 2.3 | .444  | 3.5  | 1.5 | 1.5 | 7.5  |
| 11 | Dorie Murrey  | 26   | 81 |    | 13.3 | 1.9 | 4.2  | .446 | 1.7 | 2.3 | .731  | 4.4  | 0.9 | 2.4 | 5.5  |
| 12 | Lee Winfield  | 22   | 64 |    | 12.0 | 2.2 | 4.5  | .479 | 1.4 | 1.8 | .750  | 1.5  | 1.6 | 1.5 | 5.7  |
| 13 | Al Hairston   | 24   | 3  |    | 6.7  | 1.0 | 2.7  | .375 | 0.3 | 0.3 | 1.000 | 1.7  | 2.0 | 1.0 | 2.3  |
| 14 | Joe Kennedy   | 23   | 14 |    | 5.9  | 0.2 | 2.4  | .088 | 0.1 | 0.1 | 1.000 | 1.4  | 0.5 | 0.5 | 0.6  |
| 15 | Rod Thorn     | 28   | 19 |    | 5.5  | 1.1 | 2.4  | .444 | 0.8 | 1.3 | .625  | 0.8  | 0.9 | 0.4 | 2.9  |

## Galardones y récords
| Jugador       | Galardón |
| Bob Rule      | All-Star |
| Lenny Wilkens | All-Star |